# Кодромбек
Кодромбек (пол. Kodrąbek, нім. Neu Kodram) — село в Польщі, у гміні Волін Каменського повіту Західнопоморського воєводства.
Населення — 248 осіб (2011).
У 1975-1998 роках село належало до Щецинського воєводства.

## Демографія
Демографічна структура станом на 31 березня 2011 року:
|          | Загалом | Допрацездатний вік | Працездатний вік | Постпрацездатний вік |
| -------- | ------- | ------------------ | ---------------- | -------------------- |
| Чоловіки | 121     | 15                 | 98               | 8                    |
| Жінки    | 127     | 21                 | 83               | 23                   |
| Разом    | 248     | 36                 | 181              | 31                   |